# Pouteria sambuensis
Pouteria sambuensis är en tvåhjärtbladig växtart som först beskrevs av Henri François Pittier, och fick sitt nu gällande namn av Charles Baehni. Pouteria sambuensis ingår i släktet Pouteria och familjen Sapotaceae.
Artens utbredningsområde är Panamá. Inga underarter finns listade i Catalogue of Life.